# Dacia 1300
Dacia 1300/1310 – samochód osobowy produkowany przez rumuńskie zakłady Dacia od 1969 do 1984 roku pod oznaczeniem 1300, a po modernizacji pod oznaczeniem 1310 od 1979 do 21 lipca 2004 roku (modele dostawcze do 8 grudnia 2006 roku). Pojazd ten stanowił licencyjną wersję Renault 12 i przez cały okres produkcji samochód przeszedł kilka większych modernizacji, wprowadzano także kolejne odmiany. Łącznie powstało 1 953 730 sztuk.

## Historia modelu

### 1300/1301/1400
W początkowym okresie Dacia 1300 powstawała z części dostarczanych przez Renault. W roku 1970 do produkcji wprowadzona została wersja kombi, a w 1975 roku opracowana już przez rumuńskich inżynierów wersja Pick-Up. Na rynkach Europy Zachodniej model ten w wersji sedan i kombi sprzedawany był pod nazwą Dacia Denem, a pick-up jako Dacia Shifter. 
W 1975 zaprezentowano, a w 1976 roku podjęto produkcję Dacii 1301, która odpowiadała francuskiemu Renault 12 w wersji TS. W 1978 roku zaczęto wytwarzać wersję 1400 z silnikiem zapożyczonym z Renault 18 TL/GTL. Modele 1301 i 1400 oferowano wyłącznie w wersji sedan.  Mimo że w 1979 roku wprowadzono do produkcji zmodernizowaną wersję 1310, modele 1300 produkowano równolegle aż do 1984 roku, a od 1982 roku powstawały wersje z elementami nadwozia i wnętrza z 1310.
Do Polski Dacie były eksportowane od 1973 roku. W 1973 r. Dacia 1300 kosztowała w Motozbycie 170 tys. zł lub 1880 dolarów USA w Peweksie.

### 1210/1310/1410
Samochód ten po raz pierwszy zaprezentowano w 1979 roku. W nowym pojeździe zmodernizowano nieznacznie nadwozie, w przedniej części zastosowano 4 okrągłe lampy świateł, zaś z tyłu nowe większe lampy. Dokonano również nieznacznych zmian we wnętrzu pojazdu. Rok później do oferty dołączyło kombi. Pojazd ten wyposażony był w silnik o pojemności 1.3 l o mocy 54-56 KM (w zależności od wersji).
W 1980 roku zaprezentowano wersję Sport-Braşovia. Z zewnątrz odróżniały ją zmieniona przednia atrapa (z grubą plastikową nakładką) oraz inny tył z charakterystyczną konstrukcją słupka „C”. Jej rozwinięciem był model 1310 Rally 75. W 1983 r. do produkcji weszła 2-drzwiowa odmiana Sport oferowana z silnikami 1,3 l o mocy 54 KM (1310 Sport) i 1,4 l o mocy 65 KM (1410 Sport), produkowana była do 1992 r. 

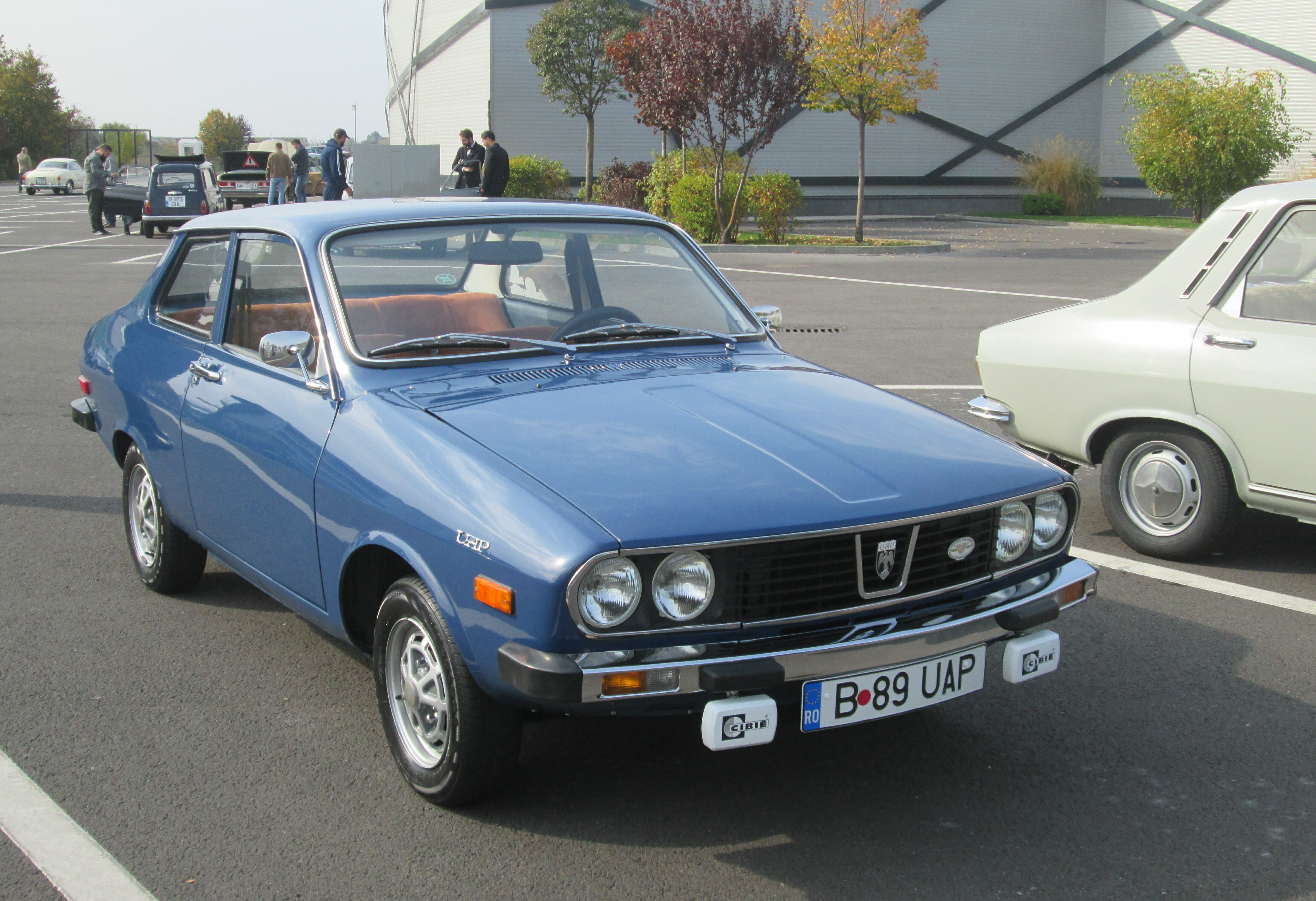
Dacia 1410 Sport

W 1982 roku rozpoczęto produkcję tego modelu (jako uzupełnienie oferty) z silnikiem 1.4 o mocy 65 KM pod oznaczeniem Dacia 1410 a rok później również z silnikiem 1.2 o mocy 48 KM pod oznaczeniem 1210.
W połowie 1984 roku rodzina samochodów 1210/1310/1410 przeszła pierwszą modernizację nadwozia. Zastosowano nową plastikową atrapę chłodnicy z głęboko osadzonymi reflektorami (wersja widoczna na zdjęciu) oraz zderzaki lakierowane na czarno. Trzy lata później wersja ta otrzymała nową deskę rozdzielczą, jednocześnie zmieniony został system oznaczania wersji wyposażeniowych z L/LS na TX/TLX/TLE.
Kolejna modernizacja nadwozia nastąpiła w 1991 roku. Znacząco zmieniła się przednia część pojazdu, zastosowano nową atrapę chłodnicy oraz prostokątne reflektory a obok nich lampy kierunkowskazów (wcześniej były w zderzaku). Pojawił się również nowy wzór plastikowych zderzaków.
Rok 1993 przyniósł temu modelowi następną modernizację przedniej części nadwozia. W miejsce dużej czarnej atrapy chłodnicy zastosowano mniejszą lakierowaną pod kolor nadwozia, wydłużono maskę tak aby częściowo zachodziła na przedni pas (nad osłoną chłodnicy). Wraz z tą modernizacją zrezygnowano z produkcji silników 1.2 i 1.3. Zmieniony pojazd nadal oferowany był z silnikiem 1.4 oraz nowym 1.6 o mocy 72 KM (będącym modernizacją starszych silników). Zrezygnowano z nazw 1210 i 1410, od tej pory model ten niezależnie od zastosowanego silnika oferowany był jedynie pod nazwą Dacia 1310.
Ostatnia modernizacja tego samochodu nastąpiła pod koniec 1998 roku. Auto uzyskało nowe reflektory, osłonę chłodnicy oraz maskę. Zmiany te sprawiły, że zmodernizowany pojazd uzyskał nowocześniejszy bardziej zaokrąglony design przedniej części nadwozia, jednak modyfikacje te nie były w stanie ukryć przestarzałej sylwetki samochodu. Produkcję zakończono 21 lipca 2004 roku.

### Dacia 1320/1420, 1325

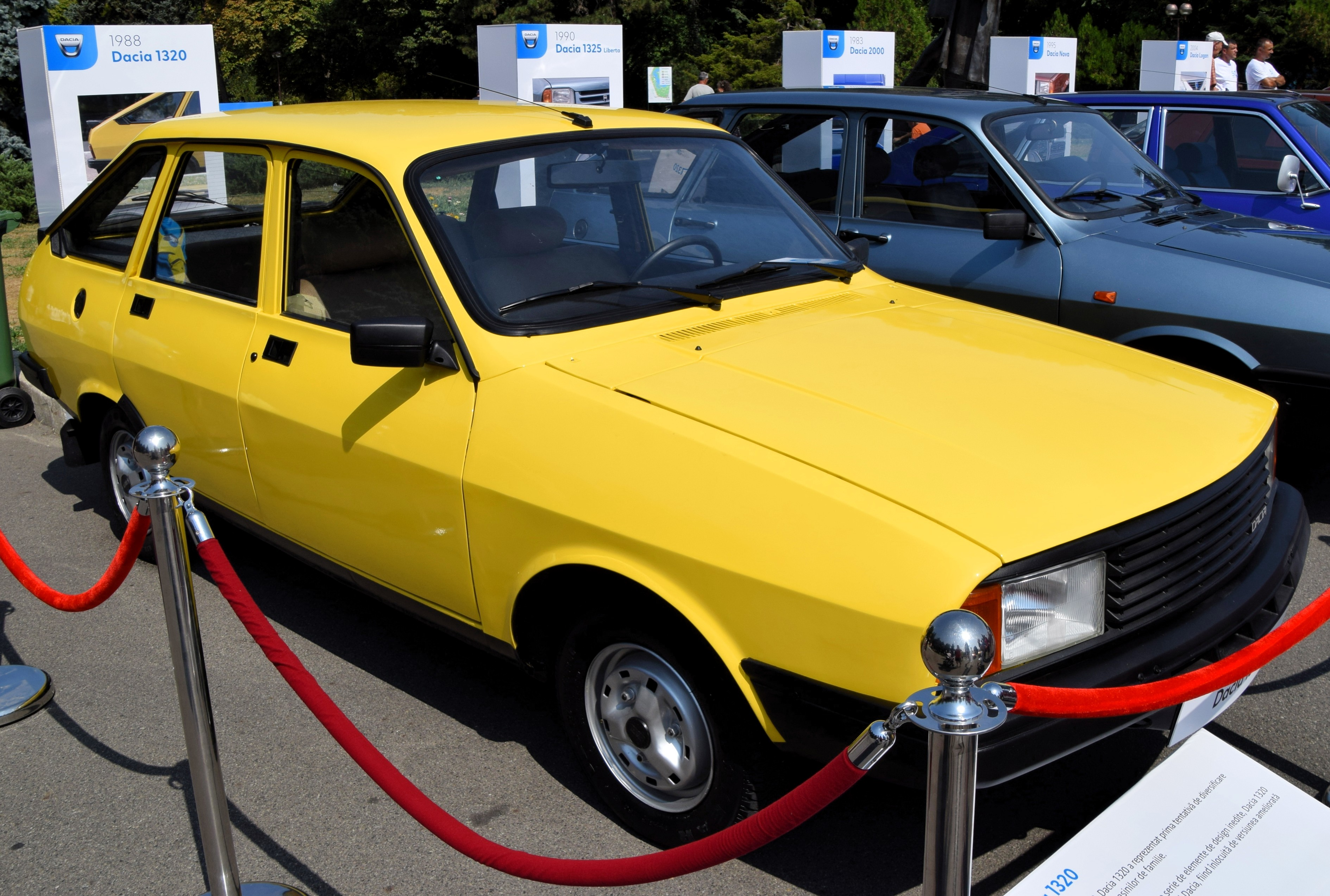
Dacia 1320 (obok 1325)

Są to 5-drzwiowe hatchbacki bazujące na konstrukcji kombi. Wersję tę pod oznaczeniem 1320 po raz pierwszy zaprezentowano w 1984 roku. W stosunku do sedana zastosowano nowy przód z prostokątnymi lampami (taki sam jak w 1210/1310/1410 z 1991 roku). Produkcję tego modelu z silnikiem 1.3 (1320) i 1.4 (1420) rozpoczęto dopiero w 1988 roku i produkowano ją do 1990 roku. Wyprodukowano 2675 egzemplarzy. 
W roku 1990 zaprezentowano i wprowadzono do produkcji model 1325 z silnikiem 1.4 l. Auto to w stosunku do modelu 1320/1420 miało skrócony o 20 cm tylny zwis, nową klapę bagażnika, nowe lampy tylne oraz zwiększoną sztywność nadwozia.
Od 1993 roku obok silnika 1.4 pojawiła się jednostka 1.6 o mocy 72 KM. Auto uzyskało dodatkową nazwę „Liberta” i było oferowane w wersji TL (1.4) i GTL (1.6).
W 1995 roku model ten przeszedł modernizację przedniej części nadwozia uzyskując przód jak w Dacia 1310 z 1993 roku. Produkcja tego auta została zakończona w 1996 roku. Powstało ponad 7800 sztuk.

## Dane techniczne
| Wersja             | Silnik:                              | Układ zasilania:   | Średnica × skok tłoka: | St. sprężania:     | Moc maksymalna:                    | Maks. moment obrotowy       | 0-100 km/h:        | V-max:             |
| Silniki benzynowe: | Silniki benzynowe:                   | Silniki benzynowe: | Silniki benzynowe:     | Silniki benzynowe: | Silniki benzynowe:                 | Silniki benzynowe:          | Silniki benzynowe: | Silniki benzynowe: |
| ------------------ | ------------------------------------ | ------------------ | ---------------------- | ------------------ | ---------------------------------- | --------------------------- | ------------------ | ------------------ |
| 1210               | R4 1,2 l (1185 cm³), OHV             | gaźnik             | 70,00 mm × 77,00 mm    | 8,5:1              | 48 KM (35,5 kW) przy 5300 obr./min | 80 N•m przy 3000 obr./min   | b/d                | 135 km/h           |
| 1300               | R4 1,3 l (1289 cm³), OHV             | gaźnik             | 73,00 mm × 77,00 mm    | 8,5:1              | 54 KM (40 kW) przy 5250 obr./min   | 88,3 N•m przy 3500 obr./min | 16,5 s             | 145 km/h           |
| 1301               | R4 1,3 l (1289 cm³), OHV             | gaźnik             | 73,00 mm × 77,00 mm    | 9,5:1              | 61 KM (45 kW) przy 5500 obr./min   | 96 N•m przy 3500 obr./min   | b/d                | 154 km/h           |
| 1310p              | R4 Renault 810 1,3 l (1289 cm³), OHV | gaźnik             | 73,00 mm × 77,00 mm    | 8,5:1              | 54 KM (40 kW) przy 5250 obr./min   | 89 N•m przy 3000 obr./min   | 18,0 s             | 140 km/h           |
| 1310               | R4 Renault 810 1,3 l (1289 cm³), OHV | gaźnik             | 73,00 mm × 77,00 mm    | 8,5:1              | 56 KM (41 kW) przy 5300 obr./min   | 92 N•m przy 3000 obr./min   | 17,1 s             | 140 km/h           |
| 1310               | R4 Renault 810 1,3 l (1289 cm³), OHV | gaźnik             | 73,00 mm × 77,00 mm    | 8,5:1              | 56 KM (41 kW) przy 5300 obr./min   | 92 N•m przy 3000 obr./min   | 17,1 s             | 140 km/h           |
| 1310 1.4           | R4 1,4 l (1397 cm³), OHV             | gaźnik             | 76,00 mm × 77,00 mm    | 9,0:1              | 63 KM (46 kW) przy 5250 obr./min   | 100 N•m przy 3000 obr./min  | b/d                | 142 km/h           |
| 1310 1.4i          | R4 1,4 l (1397 cm³), OHV             | wtrysk EFi         | 76,00 mm × 77,00 mm    | 9,2:1              | 60 KM (44 kW) przy 5000 obr./min   | 97 N•m przy 3500 obr./min   | b/d                | 143 km/h           |
| 1310 1.6           | R4 1,6 l (1557 cm³), OHV             | gaźnik             | 77,00 mm × 83,60 mm    | 9,25:1             | 72 KM (53 kW) przy 5250 obr./min   | 123 N•m przy 3000 obr./min  | b/d                | 150 km/h           |
| 1310 1.6i          | R4 1,6 l (1557 cm³), OHV             | wtrysk EFi         | 77,00 mm × 83,60 mm    | 9,2:1              | 68 KM (50 kW) przy 5000 obr./min   | 116 N•m przy 2500 obr./min  | b/d                | 146 km/h           |
| 1400               | R4 1,4 l (1397 cm³), OHV             | gaźnik             | 76,00 mm × 77,00 mm    | 9,2:1              | 65 KM (48 kW) przy 5500 obr./min   | 100 N•m przy 3300 obr./min  | b/d                | 150 km/h           |
| 1410               | R4 1,4 l (1397 cm³), OHV             | gaźnik             | 76,00 mm × 77,00 mm    | 9,5:1              | 65 KM (48 kW) przy 5500 obr./min   | 100 N•m przy 3300 obr./min  | b/d                | 150 km/h           |
| 1410               | R4 1,4 l (1397 cm³), OHV             | gaźnik             | 76,00 mm × 77,00 mm    | 9,0:1              | 62 KM (45,5 kW) przy 5000 obr./min | 100 N•m przy 3300 obr./min  | b/d                | 150 km/h           |

### Inne
- Opony: 155 SR 13 / 165/70 SR13
- Przełożenie główne: 3,778:1

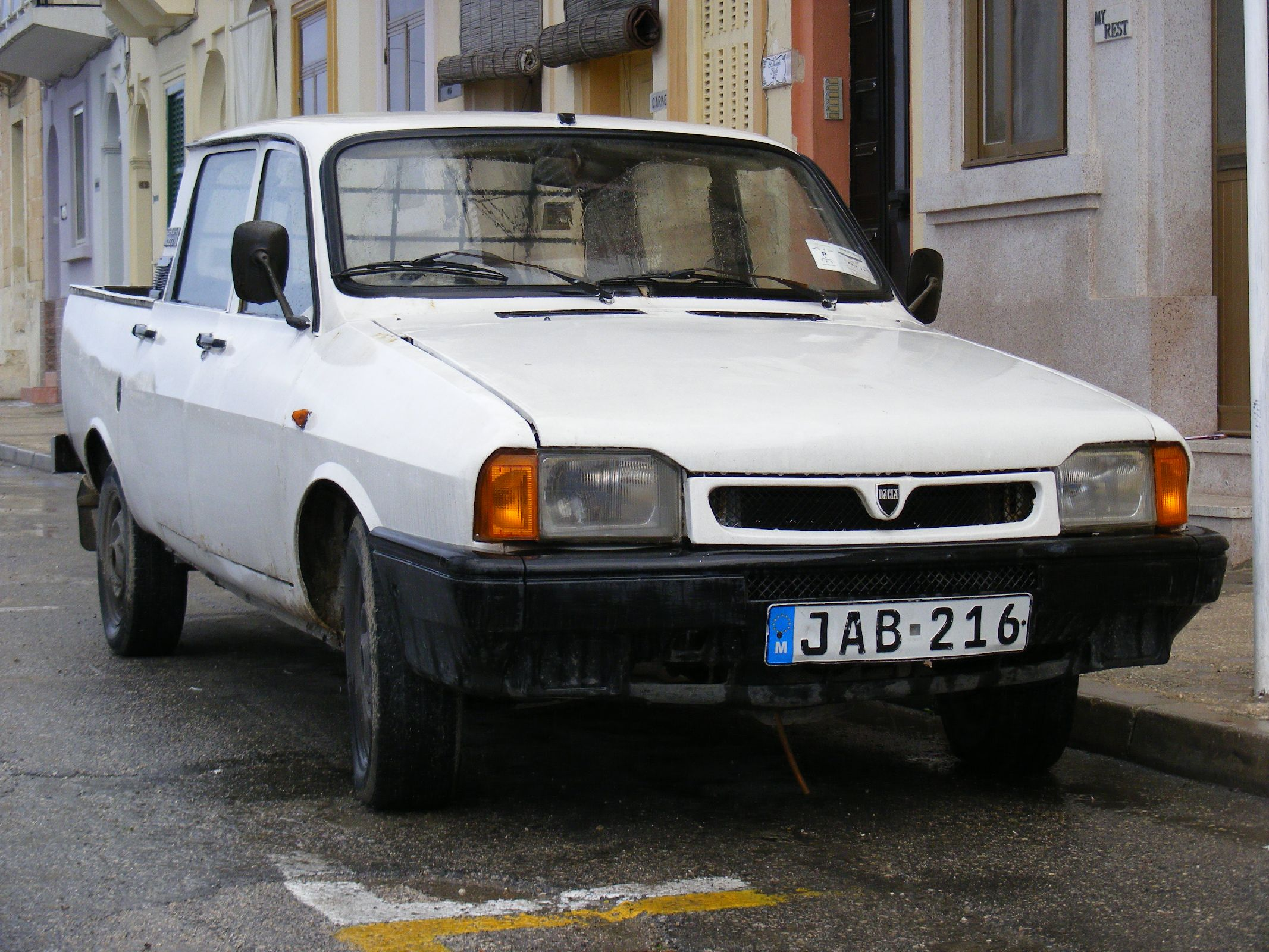
Dacia 1307 Pick-Up

- Najmniejszy promień skrętu: 5,35 m
- Rozstaw kół tył/przód: 1312/1312 mm